# 857
Năm 857 là một năm trong lịch Julius.